# クリス・クーパー (ディフェンシブラインマン)
クリス・クーパー（Chris Cooper 1977年12月27日- ）はネブラスカ州リンカーン出身の元アメリカンフットボール選手。NFLのオークランド・レイダース等に所属した。現役時代のポジションはディフェンシブラインマン。

## 経歴
ネブラスカ大学オマハ校から2001年のNFLドラフト6巡目でオークランド・レイダースに指名されて入団し2003年には9試合で先発出場している。後述の薬物使用疑惑に絡んだ後、2004年にダラス・カウボーイズへトレードされたが2試合しか出場できず、同年のシーズン中にサンフランシスコ・フォーティナイナーズに移籍、2006年はシアトル・シーホークスの開幕ロースター53人に残ったがディオン・ブランチの獲得に伴い解雇され、アリゾナ・カージナルスで同年13試合、2007年には12試合に出場したものの2008年2月21日にカージナルスを解雇された。同年再びシーホークスに復帰したがトレーニングキャンプ中に故障者リスト入りし1試合も出場できなかった。
2009年はUFLのカリフォルニア・レッドウッズに所属し2010年4月オークランド・レイダースに復帰した。

## 人物
- プロフットボール殿堂入りを果たしたハウィー・ロングにちなんで「Baby Howie」とレイダースでは呼ばれている[5]。
- マリオン・ジョーンズらのBALCOに絡んだ薬物使用疑惑が明るみに出た際、彼の名前もチームメートと共に取りざたされた。